# Żmijewo Kościelne
Żmijewo Kościelne – wieś sołecka w Polsce położona w województwie mazowieckim, w powiecie mławskim, w gminie Stupsk.
Miejscowość jest siedzibą rzymskokatolickiej parafii Matki Boskiej Szkaplerznej należącej do dekanatu mławskiego.
W latach 1975–1998 miejscowość administracyjnie należała do województwa ciechanowskiego.